# Boassas
A aldeia de Boassas localiza-se na freguesia de Oliveira do Douro, no Município de Cinfães, integrando administrativamente o Distrito de Viseu e pertencendo à sub-região do Tâmega. Esta pequena aldeia situa-se na margem esquerda do rio Douro, nas proximidades do rio Bestança e das aldeias de Pias, Lodeiro e Porto Antigo. 
Boassas possui na sua proximidade um porto fluvial localizado em Porto Antigo (a cerca de 1 Km), uma estação ferroviária pertencente à linha do Douro localizada em Mosteirô (a cerca de 2 Km), assim como é servida, dentro dos seus limites, pela Estrada Nacional 222.
Num passado ainda relativamente recente, Boassas ocupava uma posição de destaque pela sua proximidade à rede viária e fluvial, sendo um importante ponto para as trocas comerciais que chegavam através do Rio Douro.
Apesar desta situação já não se verificar na actualidade, em virtude do alargamento da rede de estradas, é notório que Boassas ocupa uma situação geográfica privilegiada na região, particularmente na vertente turística, pela sua proximidade ao Rio Douro e encontrando-se na transição entre o litoral e interior do país.
A importância histórica e cultural de Boassas é reconhecida por diversos historiadores, sendo mais antiga do que a própria Nacionalidade. O topónimo de Boassas, de acordo com o historiador Almeida Fernandes, proviria do nome árabe "Abolace", apontando para uma origem que poderá estar entre os séculos VIII e IX. Há também que destacar a unicidade desta aldeia no que se refere à relação entre o edificado e paisagem, onde os vários quarteirões assumem uma organização muito particular, e a arquitectura dos edifícios ainda conserva características de grande unicidade e beleza. Aliados a estas, surge um enquadramento paisagístico que se assume nas parcelas agrícolas e bouças associadas que descem a encosta, rodeando a aldeia, até convergir com o Rio Bestança, o qual possui ainda um papel fundamental para as gentes da aldeia, tanto a nível funcional como recreativo.
"Uma das características principais de Boassas, em termos de edificado é o seu desenvolvimento em núcleos distintos, desses o mais antigo será sem dúvida a “Arribada”, tortuosa escadaria em cujos umbrais se desenvolve uma série de sucessivos pátios que faz lembrar o urbanismo das povoações árabes e que se isolavam através do cerramento de pesadas portas de acesso, designadas pelo povo como portas “furenhas” (fronhas?)."